# Europoort
L'Europoort è il nome dell'area che si estende nei Paesi Bassi, sulle rive del Mare del Nord, e comprende il complesso formato dall'area portuale di Rotterdam e dall'adiacente zona industriale.
Con una superficie di 3.600 ettari circa, è il terzo porto più grande al mondo per quantità di merci scambiate dopo quelli di Shanghai e Singapore e il primo in Europa. Tale posizione è resa possibile dalle sue caratteristiche di porto polivalente, ovvero nel quale vengono scambiate merci di più tipi, non solo di una particolare categoria. Fino al 2004 era il porto più grande al mondo.
Nelle sue banchine, che si snodano per chilometri, si trovano i più grandi depositi di carburante di tutta l'Unione europea.

## Porto di Rotterdam
Il porto di Rotterdam è il più grande porto in Europa. Dal 1962 fino al 2002 è stato il porto più trafficato del mondo, poi superato prima dal porto di Singapore e poi dal porto di Shanghai.
È un porto getaway. 
Il porto di Rotterdam oggi si estende su una distanza di 40 chilometri (25 miglia). 
È costituito da 8 terminal container, di cui gli ultimi sviluppati completamente artificiali edificati su chiatte sul Mare del Nord. Non si occupa solo del trasporto e smistamento di merci in container ma anche del trasporto e dello stoccaggio di rinfuse liquide e solide, soprattutto di petrolio e prodotti chimici. 
È costituito da cinque distinte aree portuali e tre parchi di distribuzione che facilitano le esigenze di un entroterra con 40.000.000 di consumatori.